# Mad House
Pour les articles homonymes, voir Madhouse.

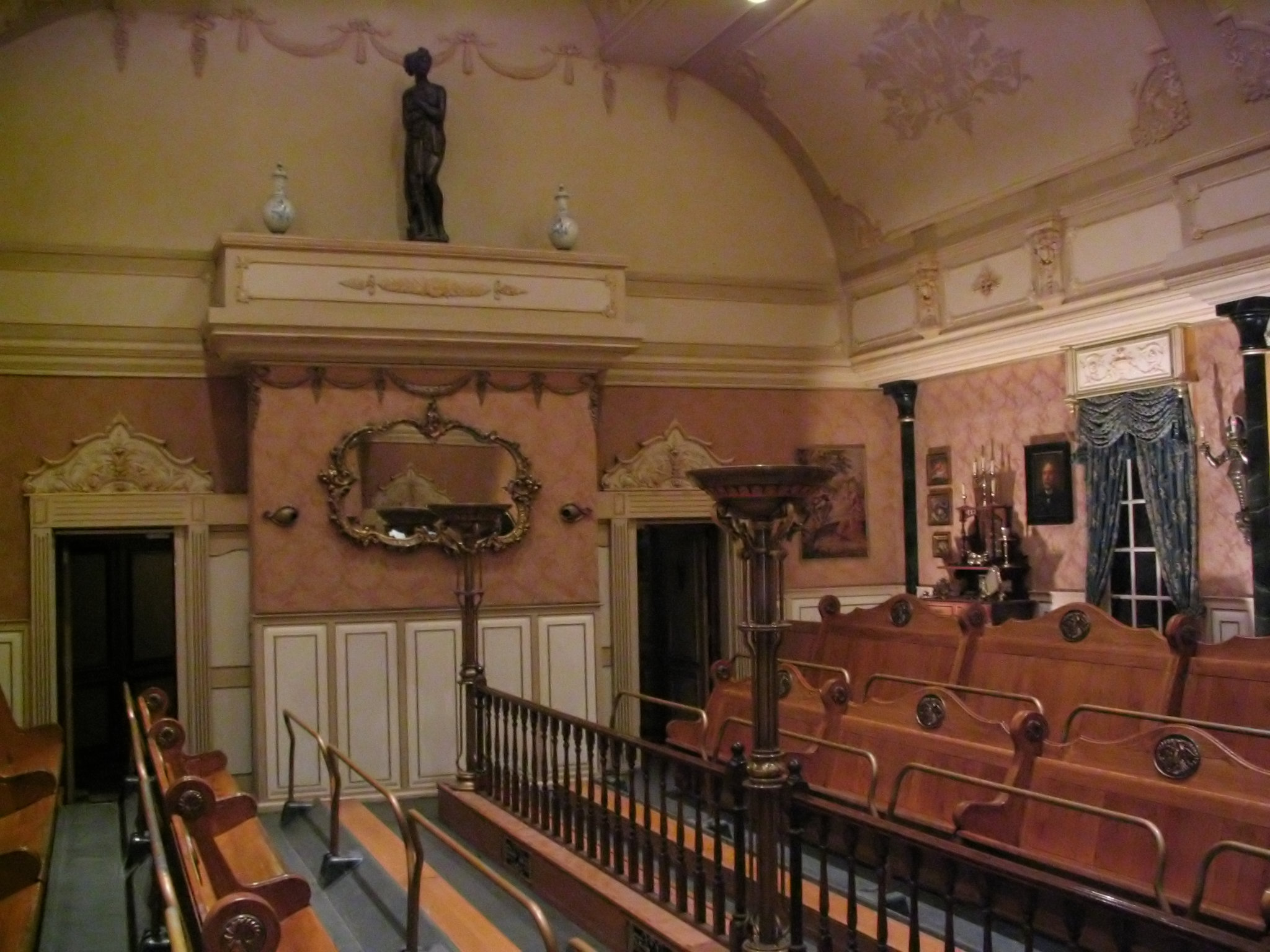
Vue de l'intérieur de la Villa Volta à Efteling

Une Mad House est un type d'attraction conçu dans les années 1990 mais dont les racines remontent au XIXe siècle. On la retrouve également sous le nom « Revolving House ».

## Concept et opération
Le principe de cette attraction en intérieur est de « renverser » les personnes qui ont l'« audace » d'y entrer. La disposition de la salle peut faire penser à la célèbre Chambre des lords du Palais de Westminster avec les sièges disposés en gradin et se faisant face.
Après que les visiteurs se sont installés dans les sièges, la salle s'anime et bascule de droite à gauche avec un angle maximal de 30°. Mais c'est surtout le fait que les murs et le plafond tournent autour de la salle à la façon d'un énorme tonneau qui apporte une sensation de réel vertige. L'attraction ne mettant pas les visiteurs la tête en bas, elle reste donc familiale.
Les différentes versions de l'attraction peuvent accueillir de 40 à 78 personnes.
Actuellement, seules les sociétés Vekoma et MACK Rides proposent ce genre d'attraction.

## Attractions de ce type
| Nom                            | Parc                      | Pays         | Année | Constructeur |
| ------------------------------ | ------------------------- | ------------ | ----- | ------------ |
| Défi de César (Le)             | Parc Astérix              | France       | 2008  | Mack Rides   |
| Feng Ju Palace                 | Phantasialand             | Allemagne    | 2002  | Vekoma       |
| Fluch der Kassandra            | Europa-Park               | Allemagne    | 2000  | Mack Rides   |
| Haunting (The)                 | Drayton Manor             | Royaume-Uni  | 1996  | Vekoma       |
| Hex - the Legend of the Towers | Alton Towers              | Royaume-Uni  | 2000  | Vekoma       |
| Hotel Embrujado                | Parque Warner Madrid      | Espagne      | 2002  | Vekoma       |
| Houdini's Great Escape         | Six Flags Great Adventure | États-Unis   | 1999  | Vekoma       |
| Houdini - The Great Escape     | Six Flags New England     | États-Unis   | 1999  | Vekoma       |
| Magic House                    | Gardaland                 | Italie       | 2002  | Vekoma       |
| Maison ensorcelée (La)         | Taunus Wunderland         | Allemagne    |       |              |
| Maison Houdini                 | Rainbow Magicland         | Italie       | 2011  | Vekoma       |
| Maison d'Houdini (La)          | Bellewaerde               | Belgique     | 1999  | Vekoma       |
| Merlin's Magic Castle          | Walibi Holland            | Pays-Bas     | 2000  | Vekoma       |
| Noah's incredible adventure    | Noah's Ark Water Park     | États-Unis   | 2003  | Mack Rides   |
| Palais du génie (Le)           | Walibi Belgium            | Belgique     | 2001  | Vekoma       |
| Rotating House                 | Everland Resort           | Corée du Sud | 2006  | Mack Rides   |
| Space Adventure                | Gentin Theme Park         | Malaisie     | 1998  | Vekoma       |
| Valhalla Borgen                | Jardins de Tivoli         | Danemark     | 1998  | Vekoma       |
| Verlies des Grauens            | Belantis                  | Allemagne    | 2003  | Vekoma       |
| Villa Volta                    | Efteling                  | Pays-Bas     | 1996  | Vekoma       |

## Images

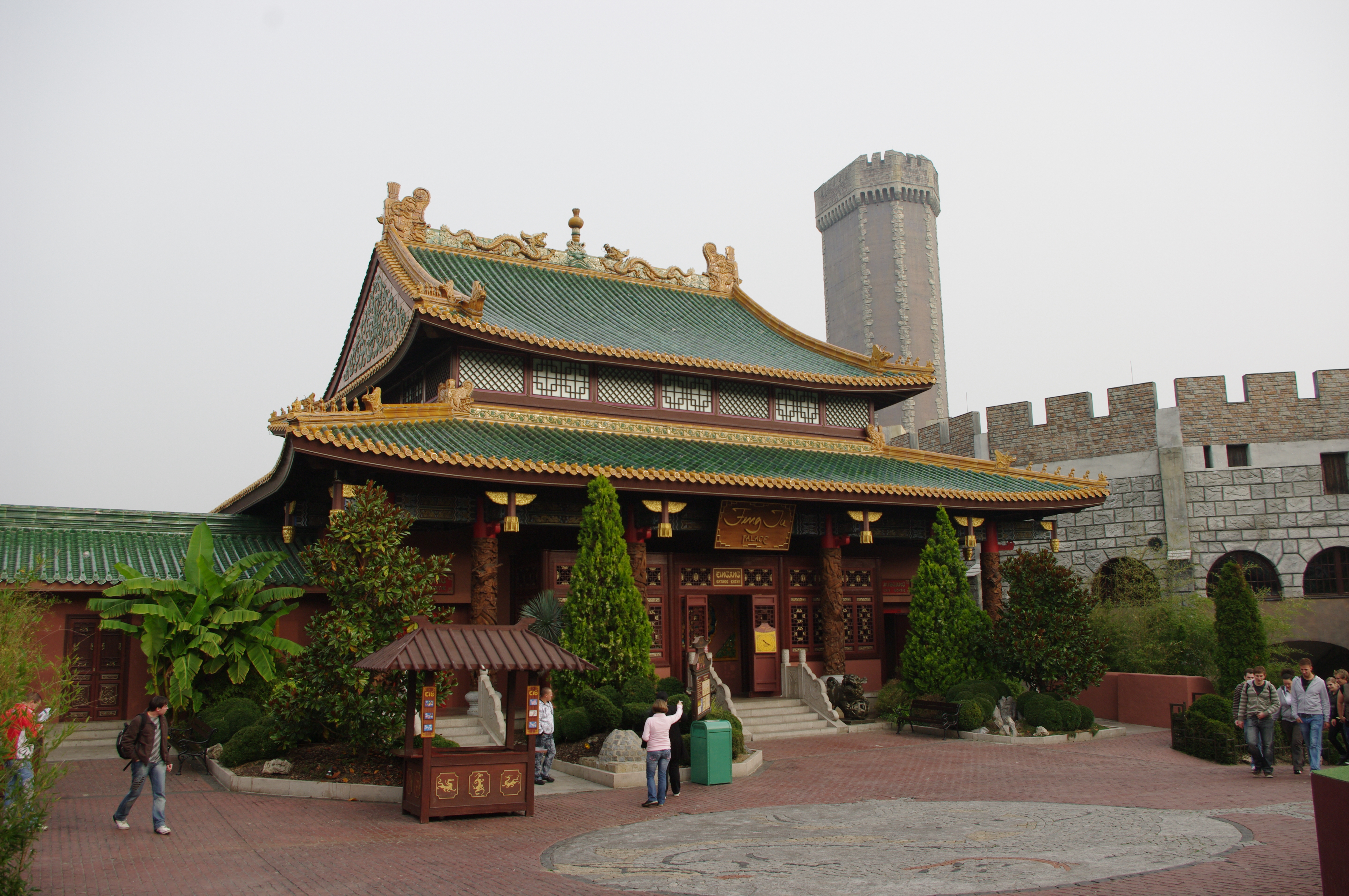
Feng Ju Palace à Phantasialand.
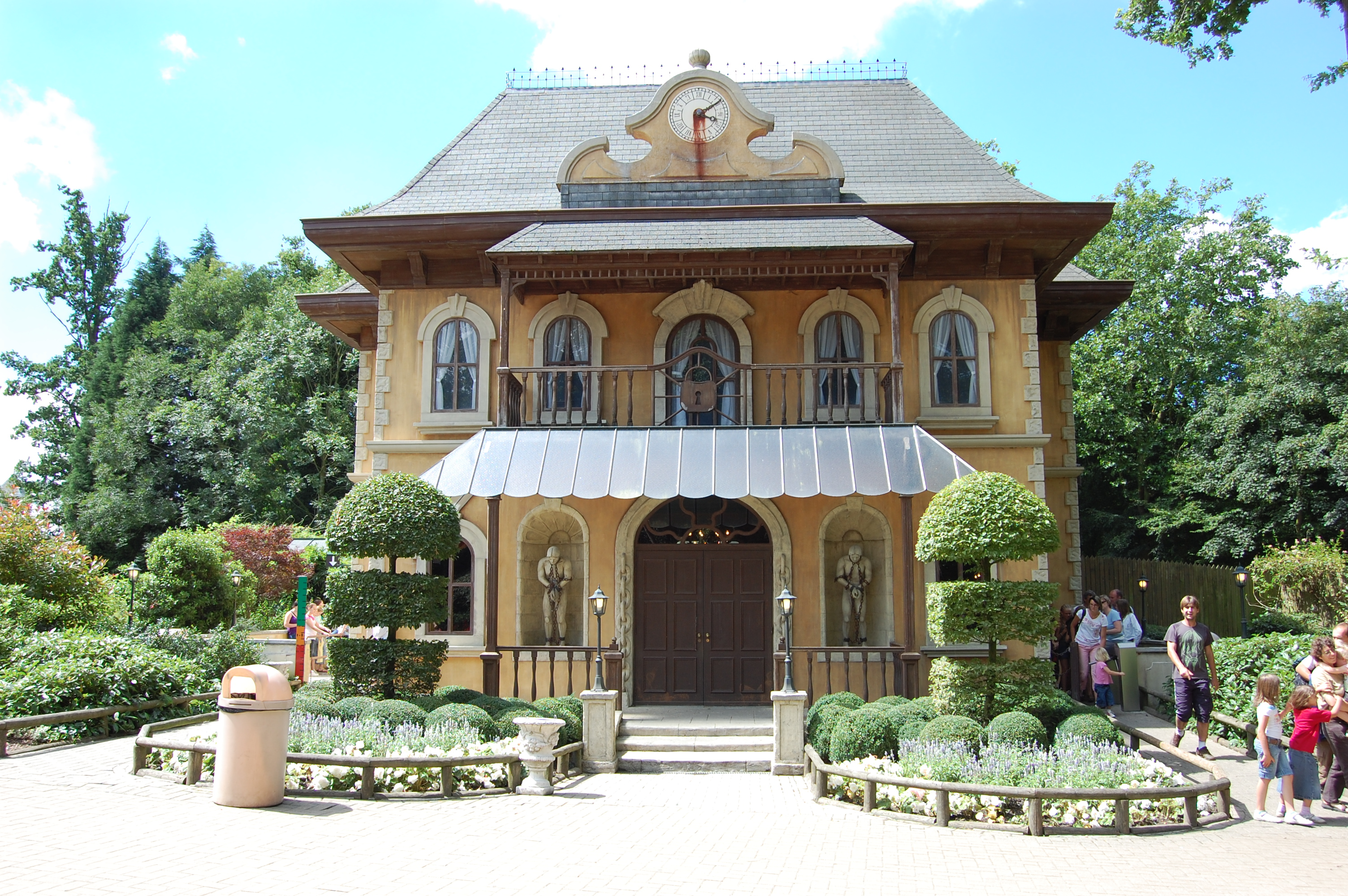
La maison de Houdini, Bellewaerde.
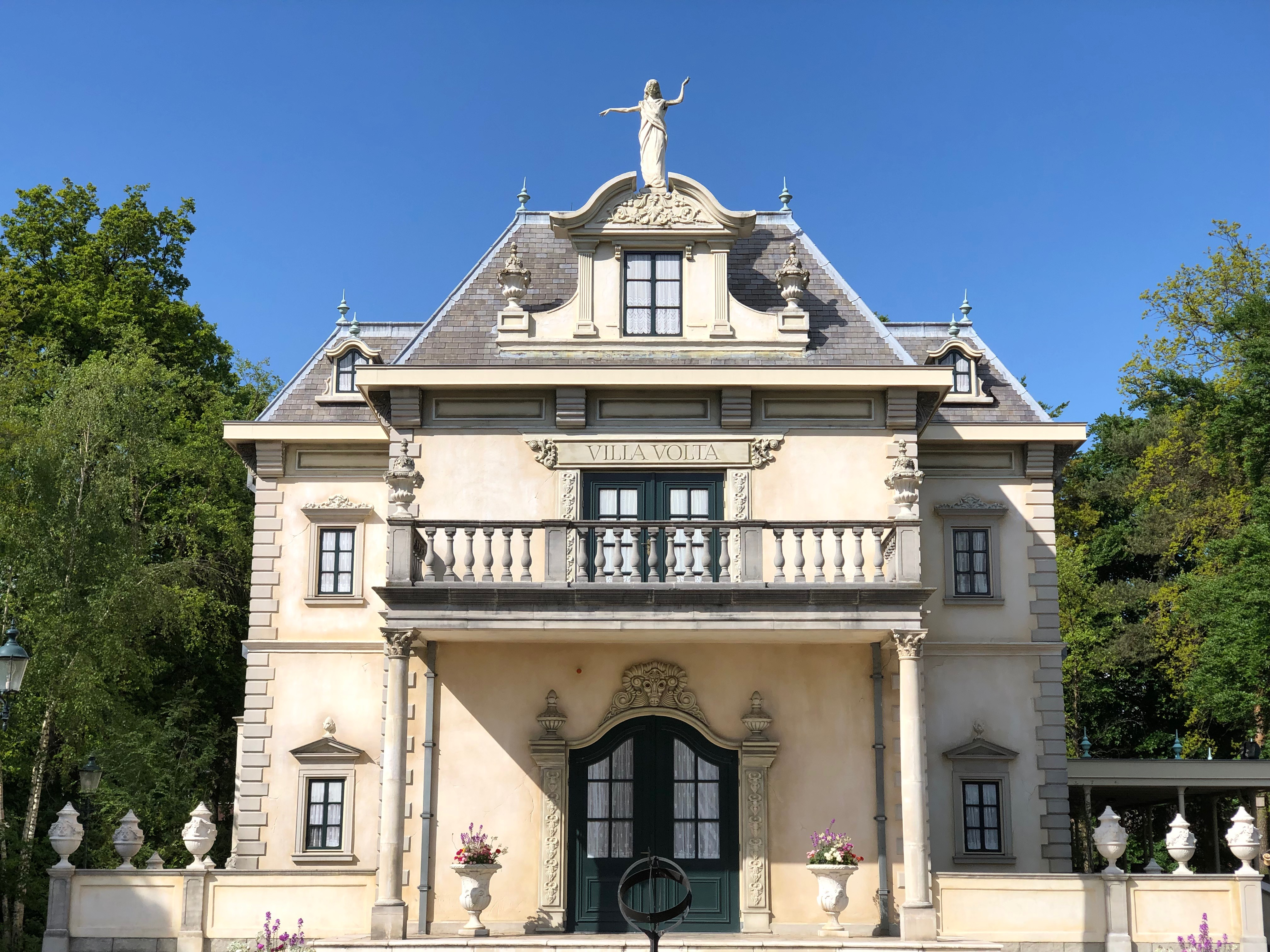
La Villa Volta, Efteling.
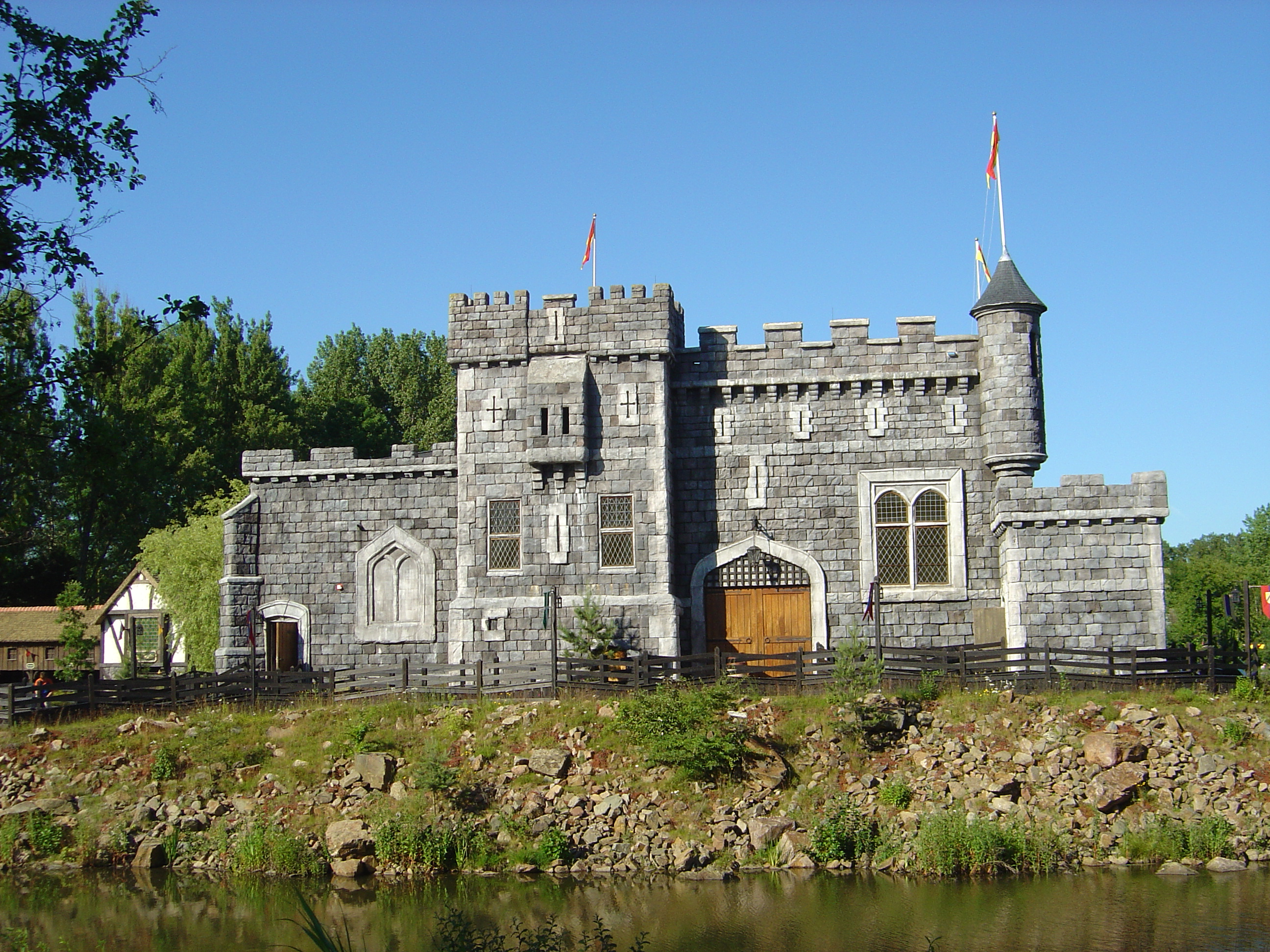
Merlin's Magic Castle, Walibi Holland.
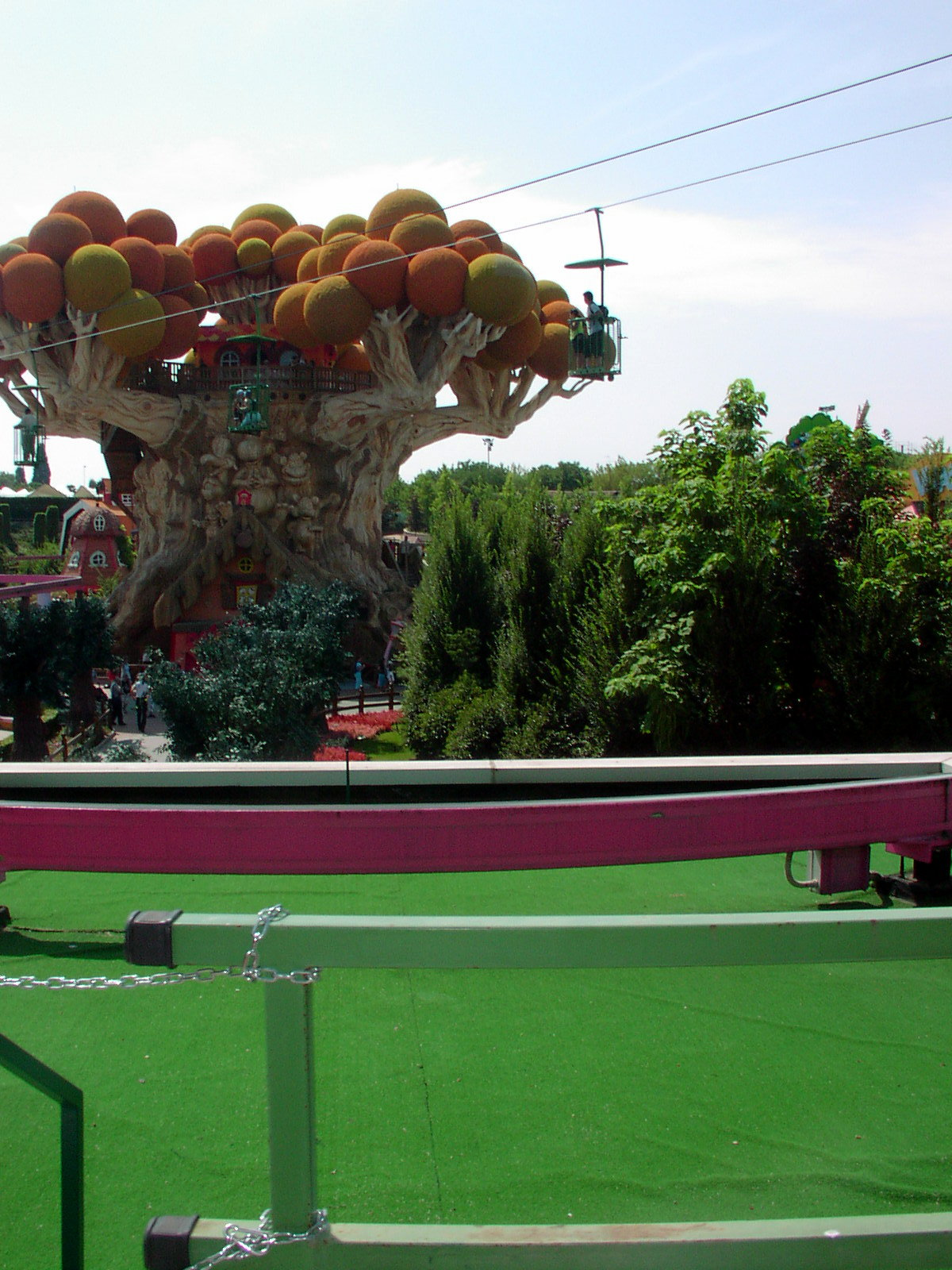
Magic House, Gardaland.
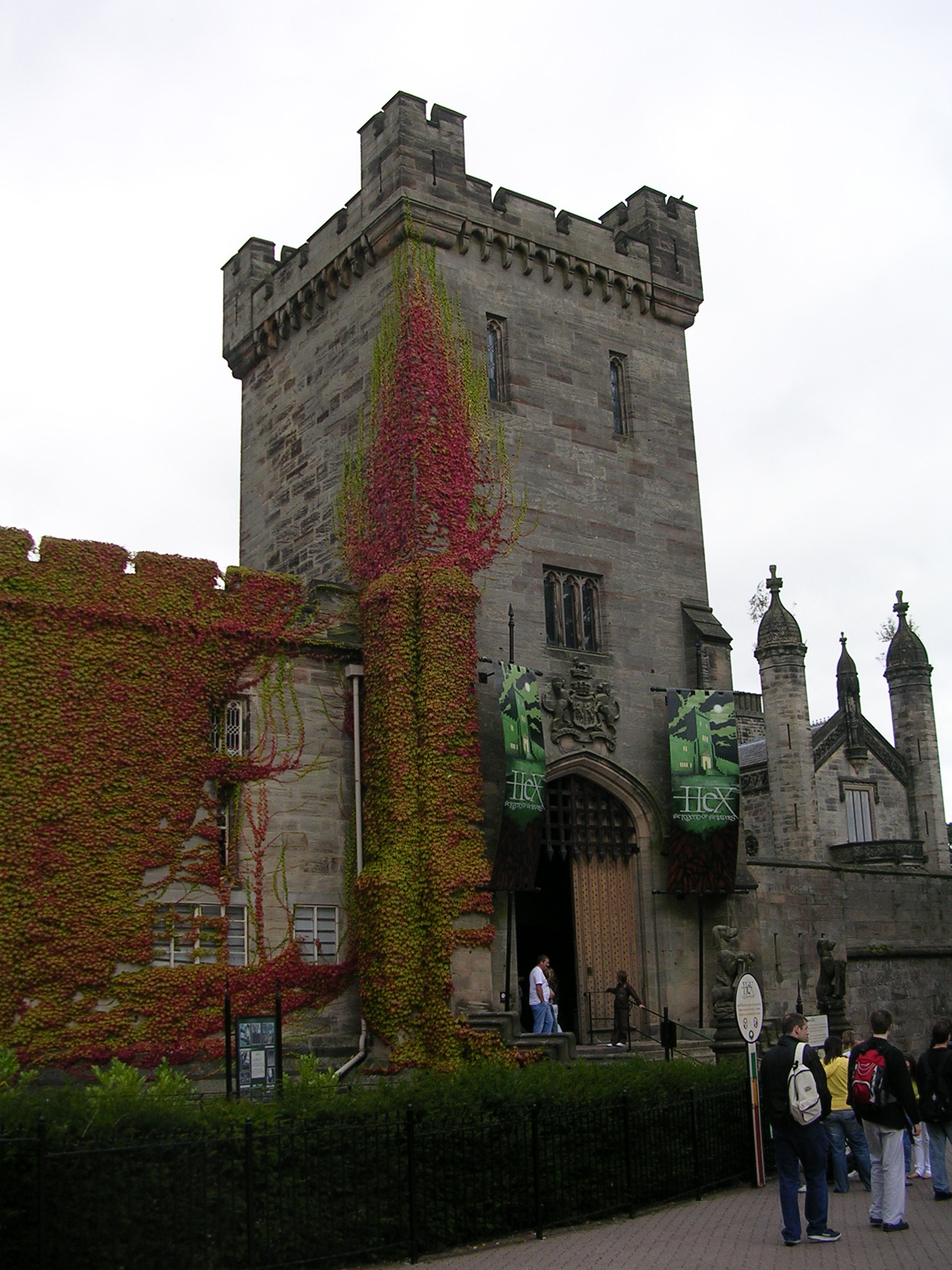
Hex, Alton Towers.